# Bouldering

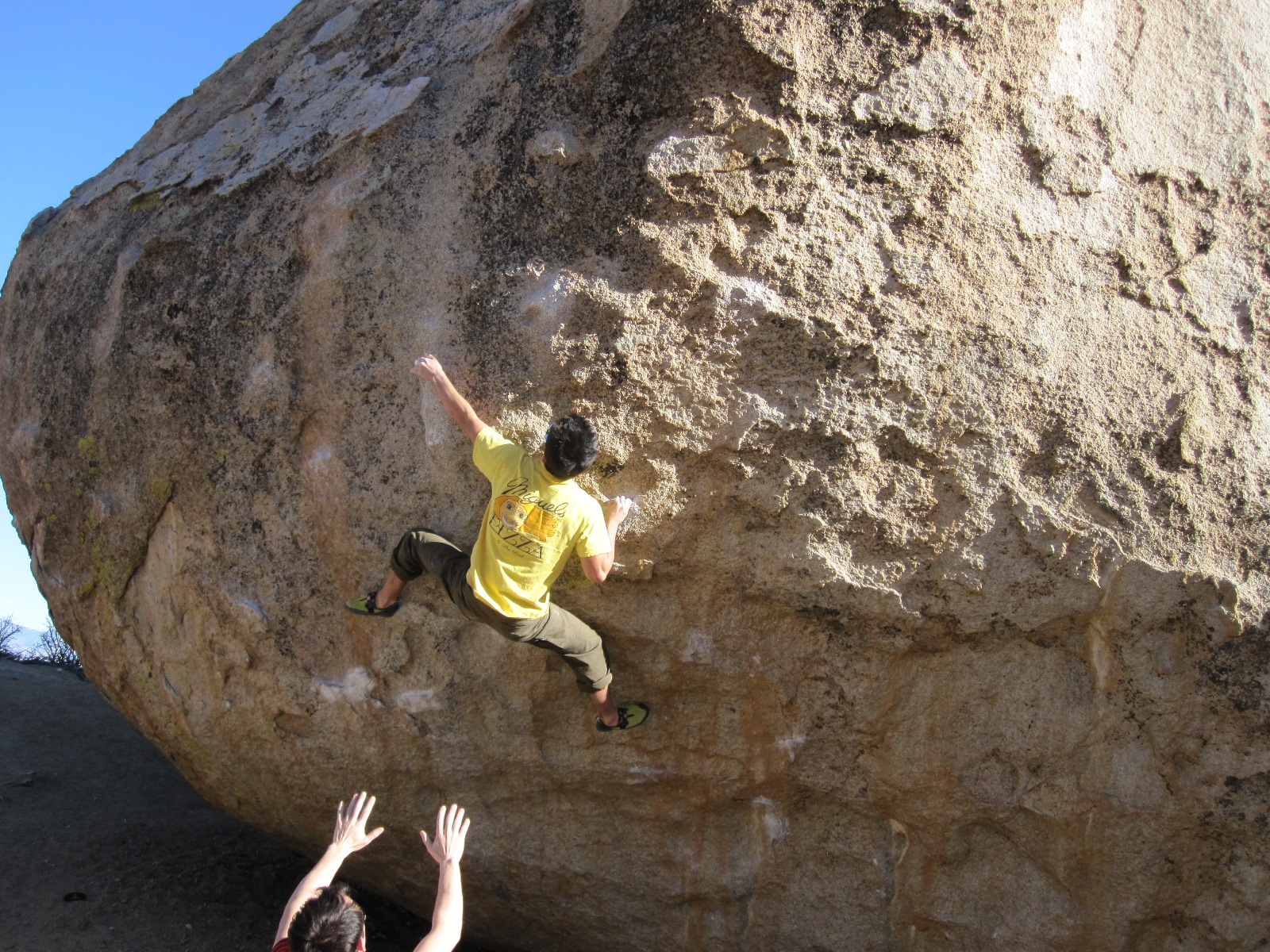
Bouldering (7A+/V7) a Buttermilks, Bishop nello stato della California

Il bouldering o sassismo è un'attività di arrampicata su massi, naturali o artificiali, nata intorno agli anni settanta. Il nome inglese deriva dall'inglese boulder, ovvero un masso che può avere differenti dimensioni e che offre delle pareti arrampicabili.
Il bouldering consiste nell'arrampicare (fino ad un massimo di circa 7-8 metri) per risolvere particolari sequenze di movimenti concatenati e dinamici, in genere pochi (8-10), ma estremamente difficoltosi. I boulder particolarmente alti sono chiamati highball e possono essere considerati praticamente dei free solo.

## Storia
Fra gli antesignani del bouldering vi è Oskar Eckenstein (1859-1921), un rocciatore inglese dalle straordinarie capacità atletiche, ed è proprio ai britannici che dobbiamo il termine bouldering.
Oltre al Regno Unito, alla fine del XIX secolo vi sono cenni di attività di bouldering anche in Francia e Italia. Per molti anni questa attività fu considerata come una sorta di allenamento per alpinisti.
Negli anni '30 e '40 Pierre Allain (l'ideatore delle scarpette lisce PA) cominciò a praticare il bouldering fine a se stesso a Fontainebleau, da molti ora considerata come la patria di tale attività.

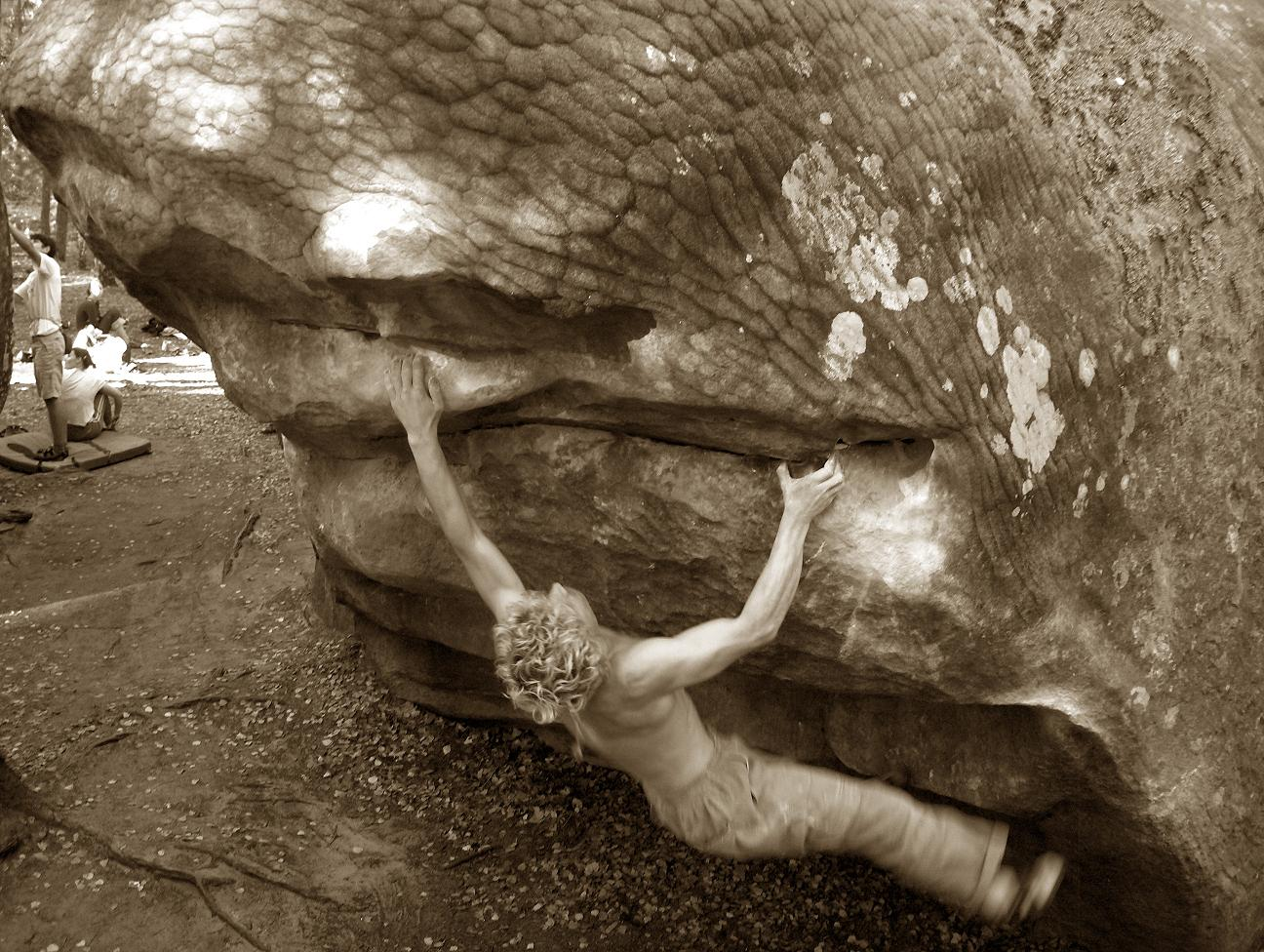
Bouldering (6A+/V3) a Fontainebleau, luogo storico per l'arrampicata

Il primo rocciatore che ne fece la sua primaria attività (negli anni '50) fu John Gill, uno sportivo che applicò i principi della ginnastica alle scalate su roccia.
A partire dagli anni '70 il bouldering divenne un'attività matura e fortemente praticata, contribuendo a creare e risolvere problemi di notevole livello e contribuendo a spingere in avanti la scala di difficoltà. Uno tra i più noti sostenitori di questa pratica sportiva fu in quegli anni Gian Carlo Grassi, che nel suo libro Sassismo spazio per la fantasia censì e descrisse moltissime vie sui massi erratici della bassa Valle di Susa.
Oggi il bouldering è una disciplina specifica dell'arrampicata sportiva e sono molte le manifestazioni che prevedono gare sia al coperto che all'aperto.
Inoltre negli ultimi anni è sorta la pratica del buidering, parola che deriva dall'inglese building, costruzione; difatti questa variante non è altro che bouldering praticato su strutture costruite dall'uomo come ponti, palazzi e altre strutture artificiali.

## Tecnica

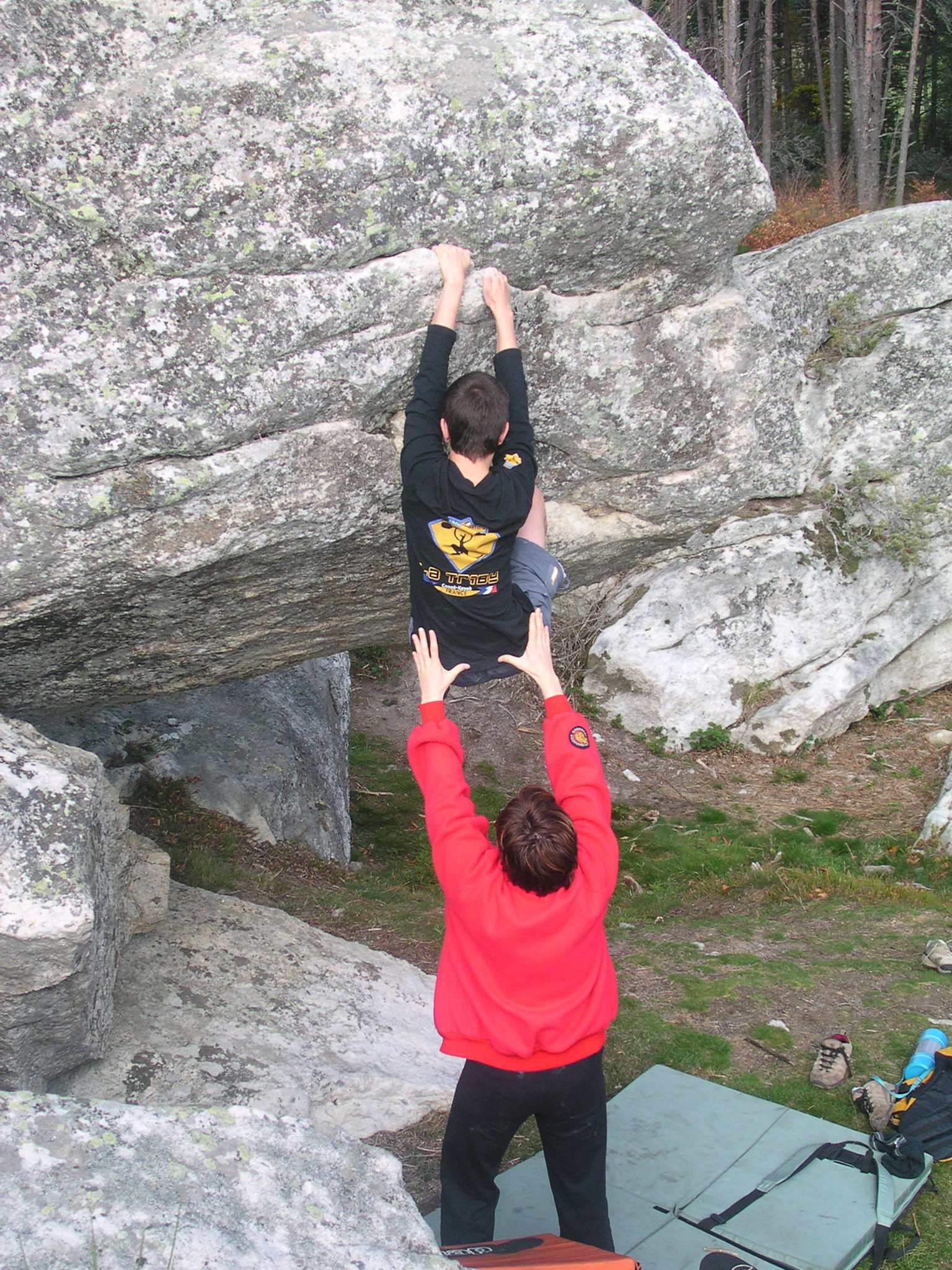
"Spotter" pronto a parare l'eventuale caduta del compagno

La tecnica utilizzata per il bouldering è sostanzialmente la stessa dell'arrampicata sportiva. Lo stile di arrampicata è basato su piccole sequenze di mosse dinamiche e di forza, mentre l'arrampicata tradizionale è basata su lunghezze maggiori e dunque più sulla resistenza. Le brevissime vie sui massi vengono generalmente definite come "problemi". L'atto di risolvere un "problema", viene compiuto anche come allenamento. Queste brevi lunghezze vengono affrontate da alcuni come allenamento per aumentare forza e resistenza. Spesso il "problema" viene ripetuto, anche molte volte, per abituare il corpo a certi automatismi.
Il bouldering viene spesso praticato su forte strapiombo e richiede tecniche specifiche per mantenere l'aderenza alla parete. Le tre tecniche fondamentali sono la lolotte, la tallonata (heel hook) e l'aggancio di punta (toe hook).
Lolotte: Questa tecnica consiste nel puntare un piede e ruotare la gamba con il ginocchio verso l'interno, mentre con l'altro piede si spinge verso l'esterno per creare una forza contrapposta. Questo movimento spinge il corpo più vicino alla parete, scaricando gran parte del peso e permettendo di applicare maggiore forza sull'appoggio del piede. 
Tallonata (Heel Hook): Si appoggia il piede con il tallone anziché la punta. Tirando con il tendine del ginocchio e l'adduttore della gamba, si crea una "contro-forza" che aumenta l'aderenza alle prese, stabilizzando il corpo.
Aggancio di Punta (Toe Hook): Questa tecnica prevede l'utilizzo della parte superiore della scarpetta da arrampicata per agganciarsi a una presa, solitamente di dimensioni maggiori. Si fa forza sui muscoli tibiali per mantenere la posizione e scaricare il peso. 
Esistono anche due tecniche meno comuni, ma estremamente efficaci, che permettono di scaricare gran parte del peso del corpo sulle gambe, anche su strapiombi accentuati: il kneebar e la mossa.
Kneebar: Questa tecnica implica l'incastro di una gamba. Si punta un piede su un appiglio e la parte superiore del ginocchio su una superficie contrapposta. La spinta che si crea tra il piede e il ginocchio permette di scaricare il peso e riposare.
La mossa consiste nel posizionare l'intera parte interna della gamba contro una superficie, mentre la punta del piede si aggancia al lato opposto. Tirando verso l'esterno con il piede e spingendo verso l'interno con la coscia, si genera una forza di compressione che consente di alleggerire notevolmente il carico su braccia e schiena. 

## Sicurezza
La differenza con l'arrampicata classica consiste nel fatto che, mancando una assicurazione, si utilizzano materassini (chiamati crash pad) per attutire le cadute.
I crash pad possono essere costruiti con materiali diversi e possono avere diverse misure. I più comuni sono in gommapiuma rigida e hanno uno spessore che va dagli 8 ai 10 centimetri e, quando aperti, coprono uno spazio di caduta di circa 1 metro per 1 metro e mezzo. Solitamente sono presenti uno strato più rigido e sottile, orientato verso l'alto, il cui compito è distribuire l'energia dell'impatto su una superficie più ampia possibile, ed uno strato relativamente morbido il cui compito è quello di dissipare le forze trasmesse dal primo strato.
Sono spesso muniti di cinghie a tracolla in modo da poter essere trasportati a guisa di zaino.

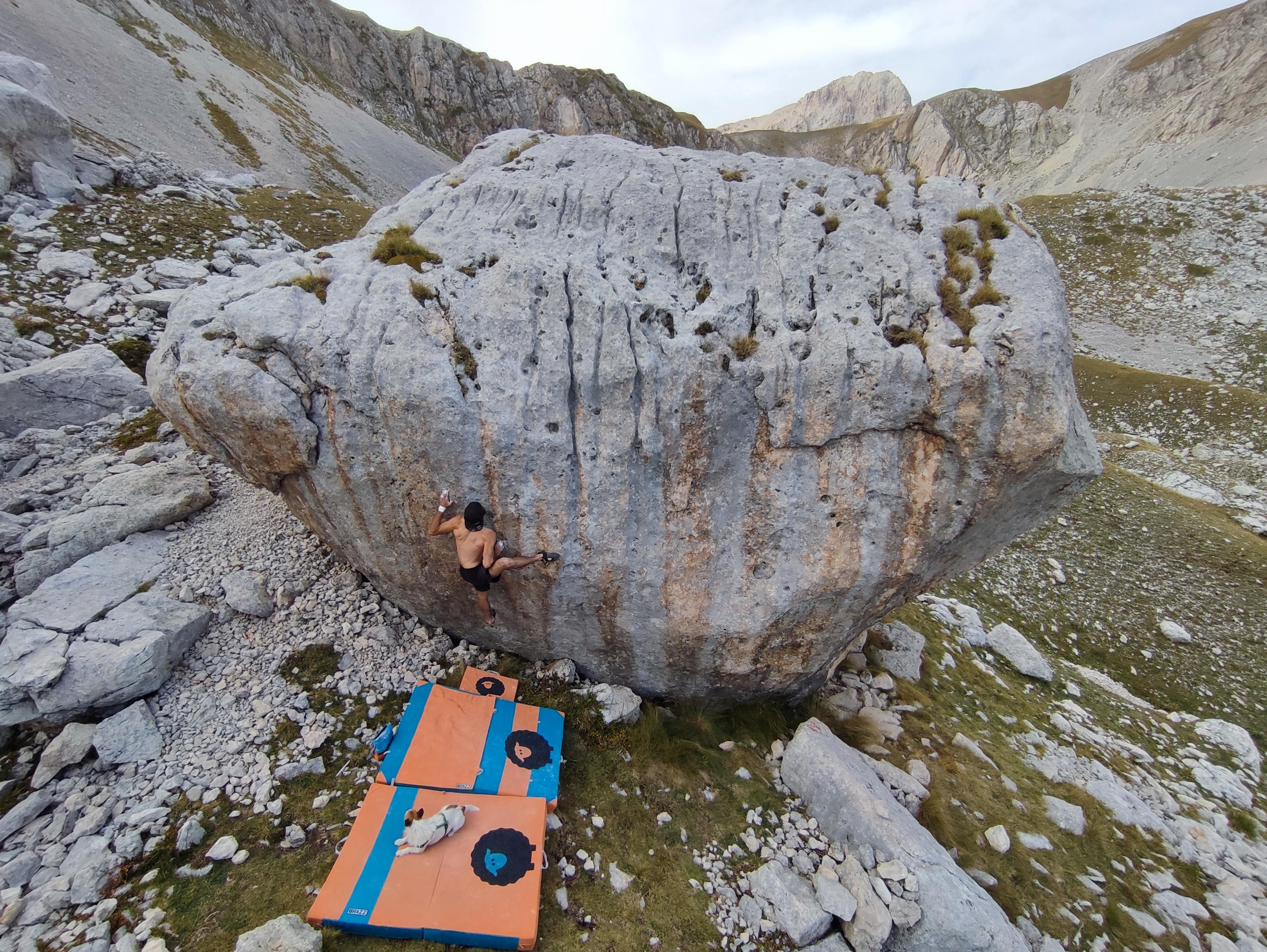
Utilizzo del materassino (crash pad) alla base del masso

Esso viene posizionato al di sotto del blocco che deve venire affrontato dall'atleta, per attutire parzialmente un'eventuale caduta dello stesso. Molto spesso vengono utilizzati più crash pad contemporaneamente, soprattutto quando il terreno al di sotto del masso da boulder risulti particolarmente accidentato e quindi pericoloso in caso di caduta.
È fondamentale tener conto del fatto che l'utilizzo di questo strumento, per quanto in molti casi efficace, non è assolutamente sufficiente a garantire la totale sicurezza dei boulderisti. Infatti è fondamentale, accanto all'uso del crash pad, il ruolo degli spotter, persone appositamente posizionate sotto il blocco pronte a parare l'eventuale caduta evitando che l'arrampicatore finisca per impattare il terreno fuori dai materassi.
Ancora diverso è il caso degli highball, enormi massi alti oltre gli 8 metri le cui salite assomigliano quasi più a dei free solo. Ad esempio Ambrosia di 15 m. o 29 dots di 14.

## Gradi di difficoltà
Il bouldering ha delle proprie scale di difficoltà: le più utilizzate sono la Hueco e la Fontainebleau (quest'ultima utilizzata in Italia). La scala di Fontainebleau usa dei nomi simili ai gradi della scala francese di arrampicata sportiva (numeri seguiti da lettere) ma rispetto a questa la difficoltà sono maggiori (un 8A di boulder è molto più difficile di una via di 8a). Per sottolineare la differenza la scala di Fontainebleau utilizza le lettere in maiuscolo.
Nella seguente tabella sono indicati i gradi di difficoltà delle scale Fontainebleau e Hueco, e nell'ultima colonna un valore di paragone con la scala francese di arrampicata sportiva.
| TABELLA COMPARATIVA DELLE DIFFICOLTÀ | TABELLA COMPARATIVA DELLE DIFFICOLTÀ | TABELLA COMPARATIVA DELLE DIFFICOLTÀ |
| Bouldering                           | Bouldering                           | Arrampicata sportiva                 |
| Fontainebleau                        | Hueco                                | Francese                             |
| ------------------------------------ | ------------------------------------ | ------------------------------------ |
| 4                                    | V0                                   | 6a                                   |
| 4+                                   | V0+                                  | 6b                                   |
| 5                                    | V1                                   | 6c                                   |
| 5+                                   | V2                                   | 6c+                                  |
| 6A                                   | V3                                   | 7a                                   |
| 6A+                                  | V3/4                                 | 7a/7a+                               |
| 6B                                   | V4                                   | 7a+/7b                               |
| 6B+                                  | V4/5                                 | 7b                                   |
| 6C                                   | V5                                   | 7b/7b+                               |
| 6C+                                  | V5/6                                 | 7b+                                  |
| 7A                                   | V6                                   | 7b+/7c                               |
| 7A+                                  | V7                                   | 7c                                   |
| 7B                                   | V8                                   | 7c+/8a                               |
| 7B+                                  | V8/9                                 | 8a+                                  |
| 7C                                   | V9                                   | 8b/8b+                               |
| 7C+                                  | V10                                  | 8c                                   |
| 8A                                   | V11                                  | 8c+                                  |
| 8A+                                  | V12                                  | 9a                                   |
| 8B                                   | V13                                  | 9a+                                  |
| 8B+                                  | V14                                  | 9b                                   |
| 8C                                   | V15                                  | 9b+                                  |
| 8C+                                  | V16                                  | 9c                                   |
| 9A                                   | V17                                  |                                      |

## Competizioni

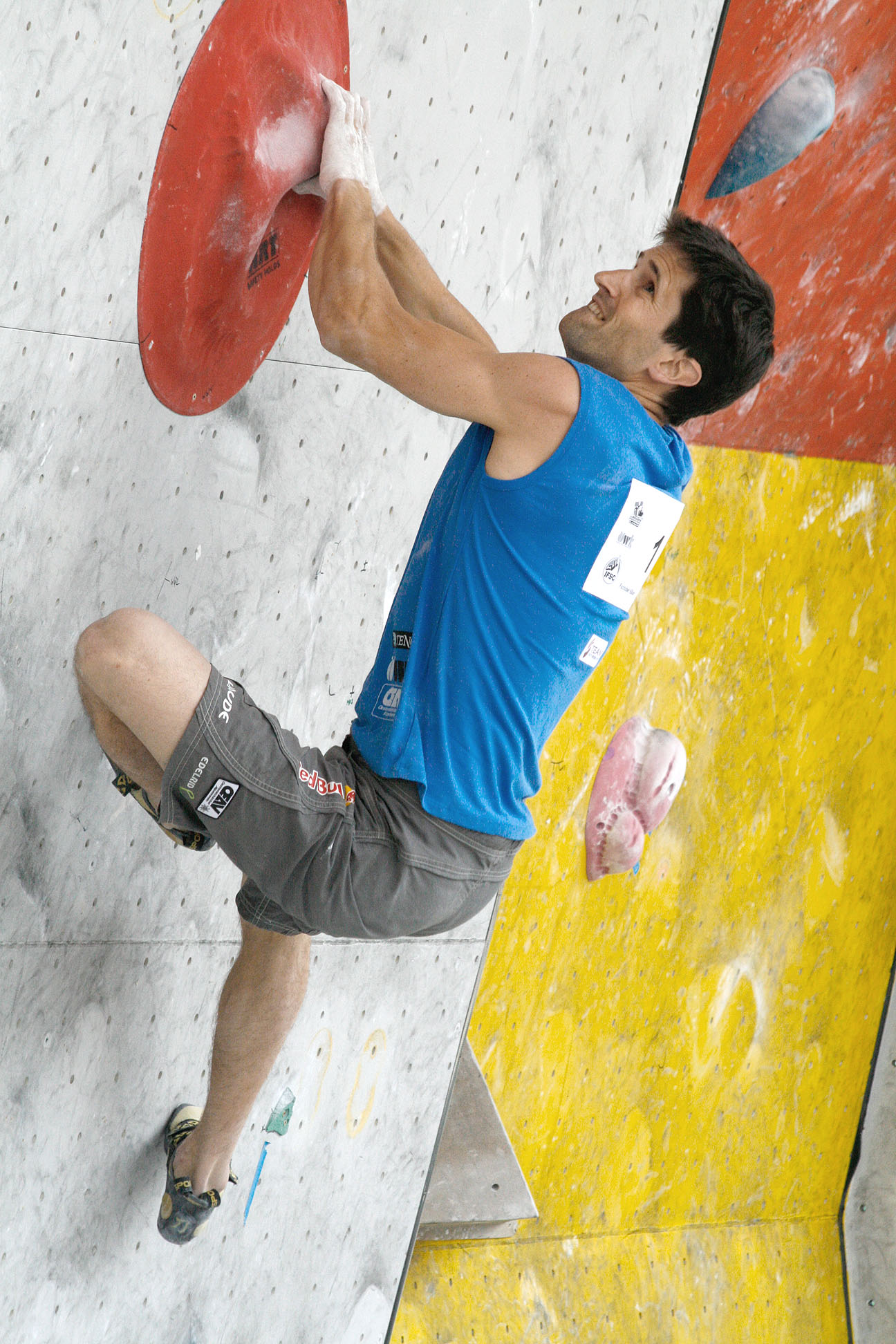
Kilian Fischhuber, vincitore di cinque Coppe del mondo, impegnato in una competizione

Le competizioni di boulder si svolgono su strutture artificiali che assomigliano ai massi naturali, ma di solito ne riproducono solo un lato, quello rivolto verso il pubblico. Il regolamento prevede la partenza e l'arrivo su prese obbligate:
- lo start sono le prese di partenza
- il top sono le prese di arrivo
- la zona sono le prese intermedie per un ulteriore punteggio

Le competizioni si svolgono a livello nazionale, europeo e mondiale. Si disputa:
- dal 1999 la Coppa del mondo boulder di arrampicata
- dal 2000 il Campionato italiano boulder di arrampicata
- dal 2001 il Campionato del mondo di arrampicata
- dal 2002 il Campionato europeo di arrampicata
- dal 2019 il bouldering è entrato a far parte dei Giochi mondiali sulla spiaggia

## Siti dibouldering

### Nel mondo
Tra i siti più grandi di bouldering nel mondo:
- Australia
  - Grampians[11]
- Austria
  - Zillertal[12]
- Canada
  - Squamish, Columbia britannica
- Francia
  - Ailefroide[13]
  - Fontainebleau[14]
- Gran Bretagna
  - Peak District[15]
- India
  - Hampi[16]
- Spagna
  - Albarracín[17]
- Stati Uniti d'America
  - Bishop, California[18]
  - Hueco Tanks, Texas[19]
  - Parco nazionale delle Montagne Rocciose[20]
  - Joe's Valley, Utah
  - Rocktown & Stone Fort, Chattanooga
  - Flagstaff, Arizona
  - Red Rock, Nevada
  - Camp 4 - Parco nazionale di Yosemite, California
- Sudafrica
  - Rocklands[21]
- Svizzera
  - Chironico[22]
  - Cresciano[23]
  - Brione
  - Magic Wood[24]

### In Italia

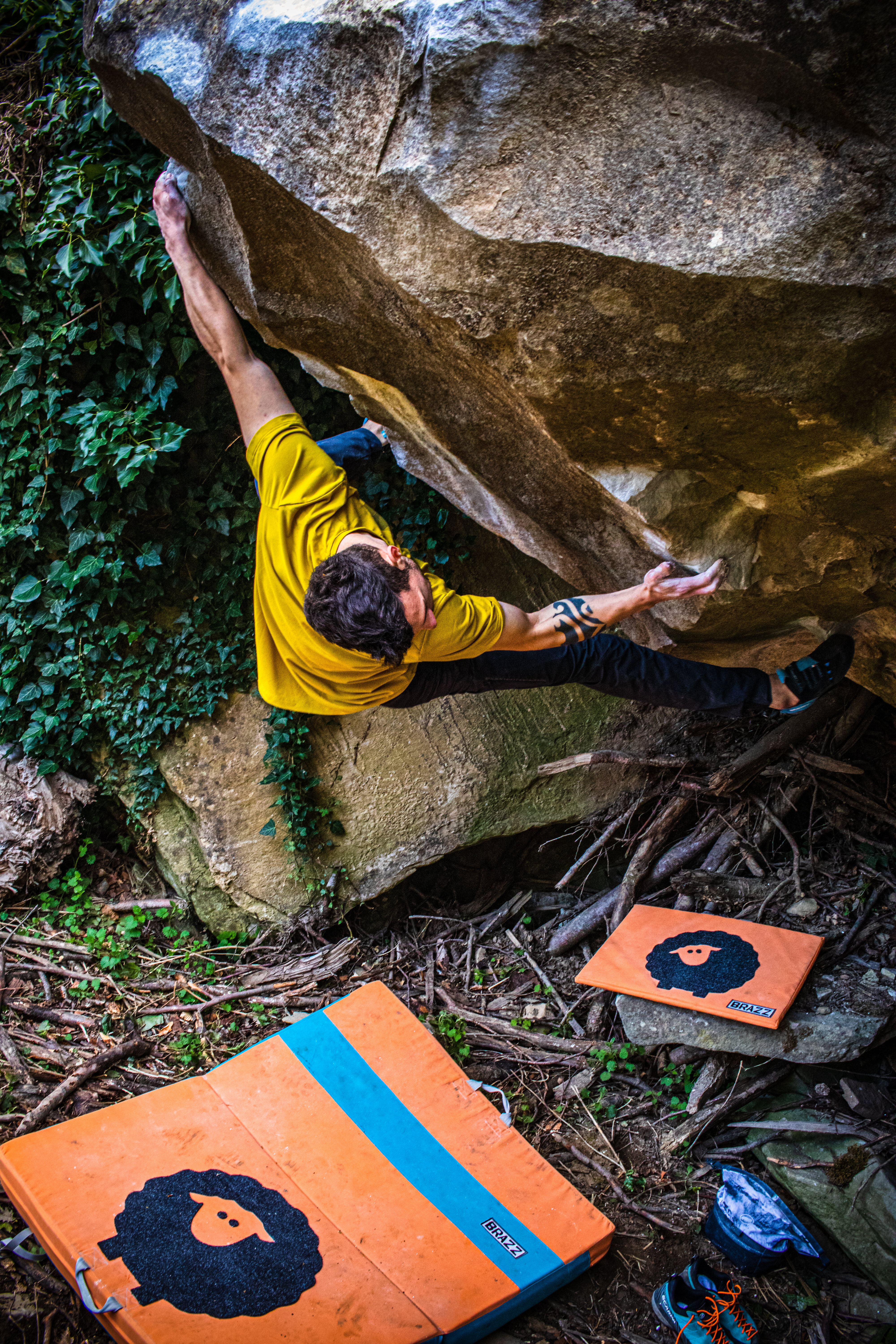
Bouldering su masso di arenaria di elevata difficoltà a Tintorale (TE)

Tra i siti più grandi di bouldering in Italia:
- Meschia, Roccafluvione (Tonino 78, primo masso gradato 8C/+ al mondo) (area privata, solo con permesso)
- Interprete, Montegallo[25]
- Val Maone, Pietracamela[26]
- Tintorale, Crognaleto[27]
- La Città dei Sassi, al Passo Sella[28]
- Sassofortino[29]
- Rifugio Barbara[30]
- Soriano nel Cimino
- Triora[31]
- Val di Daone[32]
- Val di Mello[33]
- Varazze[34]
- Champorcher[35]
- Pietra del Toro, Campomaggiore[36]
- Foppiano di Crodo[37]
- Luogosanto[38]
- Massi erratici dell'Anfiteatro morenico di Rivoli-Avigliana, come ad esempio la Pietra Alta, la Pietra di Salomone o la Pera Grossa.[39]
- Mottarone[40]